# صبري العسكري
صبري العسكري، محامي وكاتب مصري ولد في القاهرة عام 1930. كتب أول كتاب له عام 1954 بعنوان «قيود محطمة»، ثم توقف عشرين سنة عن النشر وعاد سنة 1975.

## السيرة الذاتية
ولد الكاتب والمحامي صبري العسكري في القاهرة في 2 ديسمبر عام 1930. كتب أول كتاب له عام 1954 بعنوان «قيود محطمة»، وهي مجموعة قصص قصيرة ثم توقف عشرين سنة عن النشر وعاد سنة 1975 لينشر مجموعته الثانية «اللعبة التي انتهت»، وبعد سنة نشر مجموعته الثالثة «دعوة إلى الحب»، وبعد ثلاث سنوات نشر مجموعته الرابعة «دنيا غير الدنيا» في عام 1984، فضلا عن عدد من الروايات منها: «الملهى الليلى»، «عاصفة على كاب داى»، ومجموعة مقالات بعنوان «صوت ولا صدى». يكتب صبري العسكري في مواضيع عديدة منها السياسة والثورات العربية وأيضاً الروايات.

## أعمال الكاتب[4]
- الملهى الليلي، مؤسسة دار الهلال.[5]
- اللعبة التي انتهت، مؤسسة دار الهلال.[6]
- يا قلبي لا تحزن، دار الكتب الحديثة، 2001.
- دعوة إلى الحب، مؤسسة دار الهلال، 1976.
- دنيا غير الدنيا، 2000 للثقافة والنشر، 1984.[7]
- صوت..ولا صدى، 2000 للثقافة والنشر، 1984.
- نزار قباني والثورة العربية، الدار المصرية اللبنانية، 1998.[2]
- قيود محطمة، الدار المصرية اللبنانية، 2003.
- كلمات في النقد والسياسة، 2000 للثقافة والنشر، 2007.